# Code postal en Espagne
Le système du code postal espagnol comprend une série de codes utilisés pour améliorer le fonctionnement de la poste en Espagne. Les codes postaux ont été introduits en Espagne en 1982, coïncidant avec la mise en marche des procédés automatisés de classification de la correspondance.
Les codes postaux espagnols comprennent 5 chiffres, dont les 2 premiers font référence aux provinces par ordre alphabétique (selon le nom officiel l'année de l'implantation), suivis par les cités de Ceuta et Melilla, dont les codes au début coïncidaient avec ceux des provinces de Cadix et Málaga respectivement et quelques années après on leur a assigné de nouveaux codes, comme on peut le voir sur cette table:
| 01 Alava                                | 08 Barcelone   | 16 Cuenca      | 24 León                           | 31 Navarra                       | 38 Santa Cruz de Tenerife            | 45 Tolède     |
| 02 Albacete                             | 09 Burgos      | 17 Gérone      | 25 Lleida                         | 32 Orense                        | 39 Cantabrie (classement: Santander) | 46 Valence    |
| 03 Alicante                             | 10 Cáceres     | 18 Grenade     | 26 La Rioja (classement: Logroño) | 33 Asturies (classement: Oviedo) | 39 Cantabrie (classement: Santander) | 47 Valladolid |
| 04 Almería                              | 11 Cadix       | 19 Guadalajara | 26 La Rioja (classement: Logroño) | 33 Asturies (classement: Oviedo) | 40 Ségovie                           | 48 Biscaye    |
| 05 Ávila                                | 12 Castellón   | 20 Guipuscoa   | 27 Lugo                           | 34 Palencia                      | 41 Séville                           | 49 Zamora     |
| 06 Badajoz                              | 13 Ciudad Real | 21 Huelva      | 28 Madrid                         | 35 Las Palmas                    | 42 Soria                             | 50 Saragosse  |
| 07 Îles Baléares (classement: Baleares) | 14 Cordoue     | 22 Huesca      | 29 Malaga                         | 36 Pontevedra                    | 43 Tarragone                         | 51 Ceuta      |
| 07 Îles Baléares (classement: Baleares) | 15 La Corogne  | 23 Jaén        | 30 Murcie                         | 37 Salamanque                    | 44 Teruel                            | 52 Melilla    |

Les trois chiffres finaux indiquent la zone postale. Les capitales des provinces et quelques grandes cités sont divisées en diverses zones postales, alors que pour le reste des localités, un même code s'applique à toute la localité ou bien à plusieurs localités voisines. 
Pour rendre plus facile l'introduction de nouveaux codes postaux, dans les cités dans lesquelles existaient des districts postaux, comme Madrid, Barcelone et Valence, on a décidé que le premier chiffre du nouveau district postal serait un zéro et les deux suivants coïncideraient avec ceux de l'ancien district postal. Ainsi, par exemple, les adresses de la zone Madrid 9 auront le code 28009, celles de Madrid 10 le code 28010, etc. 
Dans les capitales de province (et seulement en elles) le premier chiffre de la zone postale (c'est-à-dire le chiffre central des cinq qui composent le code) est toujours un zéro.
Dans chaque capitale de province existent quelques codes réservés pour des usages spéciaux:
- 070 pour la correspondance officielle de "Correos y Telégrafos"
- 071 pour la correspondance des organismes officiels
- 080 pour les lieux isolés et la poste restante

D'autres localités ont également des codes postaux spéciaux pour ces usages, sans être la capitale de la province.
Ainsi par exemple, Gijón (Principauté des Asturies) qui dispose de divers codes postaux, selon les quartiers de la cité (par ex. 33201 pour Cimavilla, 33211 pour El Cerilleru, etc.) de la même manière que disposent de codes postaux spécifiques pour la correspondance officielle de Correos y Telégrafos, pour des organismes officiels et pour les lieux isolés et la poste restante (dans le cas de Gijón, 33200, ou Reus 43200)
Pour retrouver avec certitude le code postal d'une agglomération, il est conseillé de consulter la page web officielle de l'entité correspondante; de même pour les codes postaux andorrans et les codes internationaux de pays inscrits à la upu, voir  (Union postale universelle).